# 이방인 (1967년 영화)
《이방인》(이탈리아어: Lo straniero)은 1967년 개봉한 이탈리아의 드라마 영화이다. 루키노 비스콘티가 감독과 공동각본을 맡았으며, 알베르 카뮈의 동명 소설이 영화의 원작이다.

## 출연

### 주연
- 마르첼로 마스트로야니
- 안나 카리나

### 조연
- 베르나르 블리에
- 조르주 윌송
- 브루노 크레머
- 자크 헬린
- 조지스 게레
- 장 피에르 졸라

## 기타
- 원작자: 알베르 카뮈
- 미술: 마리오 가르버글리아
- 의상: 피에로 토시